# Direito comparado

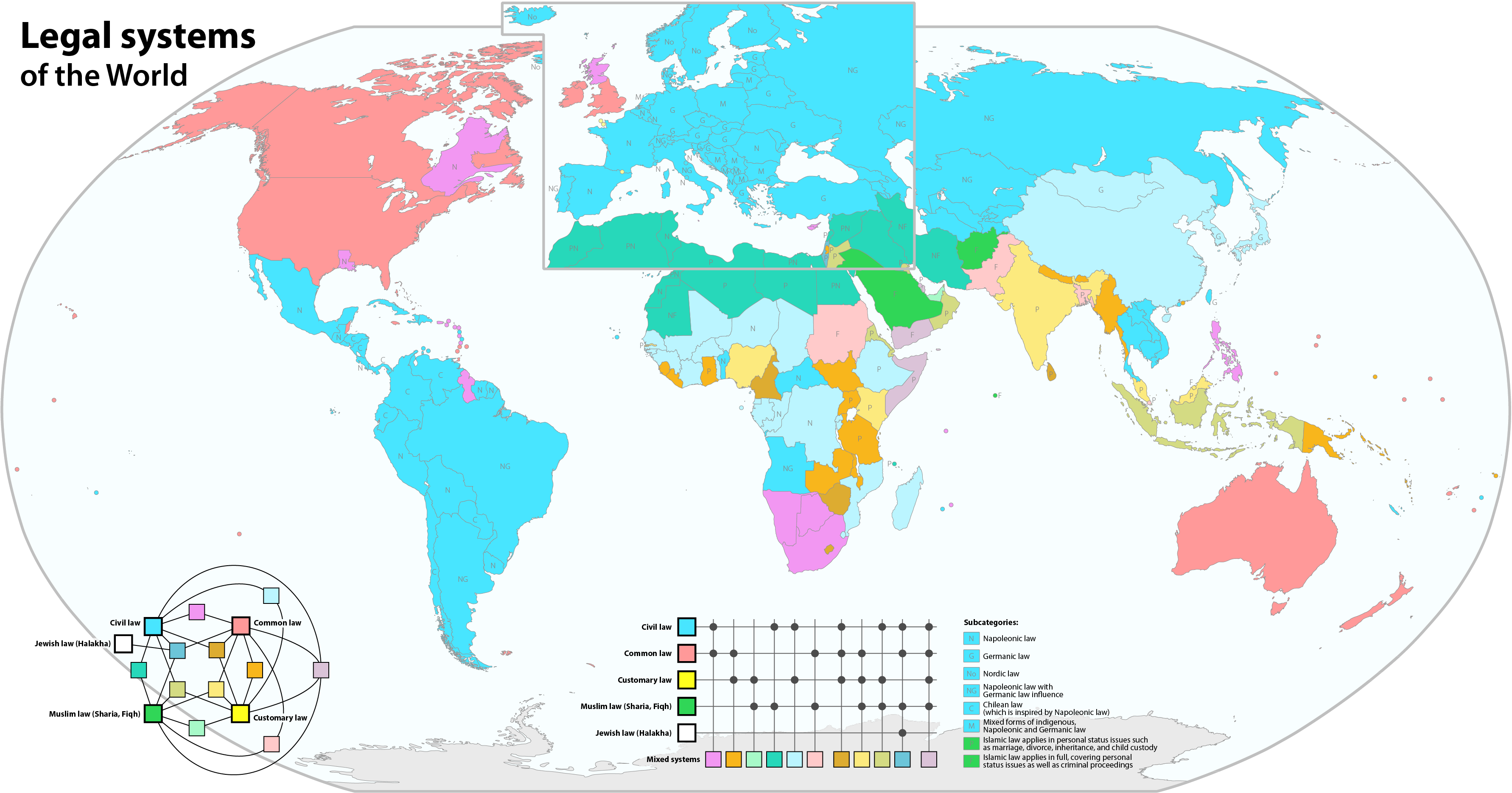
Os grandes sistemas jurídicos do mundo, segundo categorização elaborada pelo projeto JuriGlobe.

O termo direito comparado refere-se simultaneamente a uma disciplina científica, que estuda as diferenças e as semelhanças entre os diferentes direitos (incluindo suas legislações, jurisprudências e doutrinas), e a um método científico que permite comparar elementos desses direitos, com finalidades variadas. Em ambos os casos, a importância do direito comparado aumentou muito na atualidade, marcada pela internacionalização e pela globalização.
No primeiro caso, a disciplina envolve principalmente o estudo dos diferentes sistemas jurídicos existentes no mundo, frequentemente agrupando-os em "famílias de direitos". René David, por exemplo, divide os direitos do mundo nas famílias do common law, do direito romano-germânico, do direito socialista, do direito muçulmano, do direito da Índia, do direito do Extremo Oriente e do direito da África e de Madagascar. Ela inclui a descrição e análise dos sistemas jurídicos estrangeiros, mesmo onde não há comparação explícita, e sua finalidade é principalmente pedagógica.
No segundo caso, trata-se de um método de trabalho ou pesquisa que permite a comparação efetiva de institutos, instrumentos, conceitos ou outros elementos dos direitos de dois ou mais jurisdições (Blocos regionais, Países, Estados, Províncias, Municípios, dentre outros). Enquanto método, essa parte do direito comparado estabelece os elementos necessários a uma comparação efetiva, e seus objetivos podem ser os mais variados: identificar institutos diferentes nos direitos comparados, mas que cumprem a mesma finalidade; identificar institutos jurídicos semelhantes nos direitos comparados, mas que cumprem finalidades distintas; avaliar a eficácia relativa de institutos jurídicos semelhantes nos direitos comparados; estudar a evolução de determinados institutos jurídicos que foram importados ou exportados de direitos de outros países; avaliar a viabilidade de importação de um conceito jurídico estrangeiro e as adaptações necessárias para que ele reproduza no direito importador os mesmos efeitos observados em seu direito originário; dentre outros.
Muitos definem o direito comparado como ramo do direito, mas essa concepção é pouco aceita pois em geral entende-se que um ramo de direito visa regular de maneira específica uma dada situação jurídica, o que não acontece com o direito comparado. Embora auxilie no estudo de diversos ramos do direito, o método do direito comparado exerce papel essencial no direito internacional privado e nos direitos dos blocos regionais, por razões evidentes ligadas à necessidade de integração entre dois ou mais direitos.

## Função dos comparatistas
A função dos comparatistas é de colocar em evidência a função que deve desempenhar o direito comparado, de modo que buscam tornar os juristas aptos a cumprir a tarefa que lhes é confiada, cada um na sua especialidade. Devendo os comparatistas preparar um espaço a fim de que os outros possam empregar nas suas variadas funções o método comparativo, devendo ter como conhecimento os perigos que estarão expostos e as regras de prudência as quais devem se sujeitar.
A especialidade obtida por cada um será provinda do conhecimento, o qual amplia o repertório do profissional, sendo este necessário para a melhor compreensão dos Juristas no próprio direito, tanto para aperfeiçoarem quanto para estabelecerem regras de conflito ou de fundo uniformes ou até mesmo uma harmonização dos diversos direitos.
Devendo os comparatistas instruírem os juristas para que compreendam os interlocutores, pois os juristas, por possuírem uma formação com conceitos distintos daqueles que passaram a ser utilizados, encontraram dificuldades na compreensão, já que o direito comparado passou a atuar em um desenvolvimento moderno, tendo a partir dai uma teoria incrementada em princípios.
Os comparatistas surgem a partir do direito comparado o qual define as relações de semelhanças e diferenças em um ordenamento jurídico, podendo ele ser constituído de diversas culturas, ajudando a alargar os horizontes para os reformadores da lei e dos legisladores em todo o mundo. Por se tratar de um direito essencialmente formal, histórico e processual, é ligado aos fatos, cabendo ao juiz à decisão final, analisando o caso concreto e a jurisprudência a ser aplicada, sendo necessário então os comparatistas para que aja um a compreensão entre juristas e interlocutores.

## História
O nascimento do direito comparado moderno é geralmente atribuída a Europa no século XVIII. No entanto, antes disso, os juristas (precursores da comparatistas de hoje e advogados internacionais) praticado método comparativo. Na história legal da Rússia, por exemplo, o método comparativo remonta ao século XVI.
Os antigos gregos já se esforçavam por comparar o direito em vigor em diferentes cidades-Estado: Aristóteles estudou 153 constituições de cidades-Estado gregas para escrever a sua Política; Sólon teria feito o mesmo antes de promulgar as leis de Atenas. Os decênviros romanos somente teriam preparado a Lei das Doze Tábuas após consulta às instituições gregas.
Montesquieu
De acordo com o ponto de vista predominante, Montesquieu é considerado como o "pai" do direito comparado. Sua abordagem comparativa é evidente no seguinte trecho do capítulo III do Livro I do que muitos consideram sua obra-prima, "De l'esprit des Lois:
As leis políticas e civis de cada nação deve ser adaptada de tal forma que as pessoas para quem eles estão enquadradas que deveria ser uma grande chance de se aqueles de um terno nação outro. Eles devem estar em relação com a natureza e o princípio de cada governo, se eles formam, como pode ser dito de leis políticos, ou se apoiá-lo, como no caso das instituições civis. Eles devem ser em relação ao clima de cada país, para a qualidade de seu solo, à sua situação e extensão, para o principal ocupação dos nativos, se lavradores, caçadores ou pastores: eles devem ter relação com o grau de liberdade que a Constituição vai suportar, para a religião dos habitantes, às suas inclinações, riquezas, número, comércio, costumes, e costumes.
Além disso, no Capítulo XI (intitulado "Como comparar dois sistemas diferentes de leis") do Livro XXIX ele aconselha que "para determinar qual desses sistemas [ou seja, os sistemas de Francês e Inglês para a punição de falsas testemunhas] é mais agradável à razão, devemos levá-los cada um como um todo, e compará-los em sua totalidade ". 
No entanto, um outro trecho onde a abordagem comparativa de Montesquieu é evidente é o seguinte do Capítulo XIII do Livro XXIX:
Como as leis civis dependem das instituições políticas, porque eles são feitos para a mesma sociedade, sempre que há um projeto de adoção do direito civil de outro país, seria adequado para analisar de antemão se eles têm as mesmas instituições e os mesmos direito político.
Importância
Direito comparado é uma disciplina muito importante na comunicação entre os sistemas jurídicos. Ele pode fornecer a base para a produção de dicionários bilíngües, que incluem as informações necessárias para tornar a comunicação legal através das fronteiras de sucesso. Ele também ajuda a compreensão mútua e a dissipação de preconceito e má interpretação. Neste mundo globalizado, o direito comparado é importante para ele fornece uma plataforma para o intercâmbio intelectual nos termos da lei e que cultiva uma cultura de compreensão em um mundo diverso. Além disso, o direito comparado ajuda a alargar os horizontes para os reformadores da lei e os legisladores em todo o mundo. Também pode ser útil nas relações internacionais na definição de políticas estrangeiras.
Relação com outros sujeitos de direito
Direito comparado é diferente dos campos de jurisprudência geral (teoria legal), o direito internacional, incluindo tanto o direito internacional público e direito internacional privado (também conhecido como conflito de leis).
Apesar das diferenças entre o direito comparado e estas outras áreas jurídicas, de direito comparado ajuda a informar todas estas áreas de normatividade. Por exemplo, o direito comparado pode ajudar as instituições jurídicas internacionais, como os do Sistema das Nações Unidas, ao analisar as leis de diferentes países a respeito de suas obrigações do tratado. Direito comparado seria aplicável ao direito internacional privado no desenvolvimento de uma abordagem para a interpretação de uma análise de conflitos. Direito comparado pode contribuir para a teoria jurídica, criando categorias e conceitos de aplicação geral. Direito comparado também pode fornecer percepções sobre a questão dos transplantes legais, ou seja, o transplante de direito e das instituições jurídicas de um sistema para outro. A noção de transplantes legais foi cunhado por Alan Watson, um dos mais renomados juristas do mundo especializada em direito comparado.
Além disso, a utilidade do direito comparado para a sociologia do direito (e vice-versa) é muito grande. O estudo comparativo dos vários sistemas jurídicos podem mostrar o quão diferente as normas legais para a mesma função de problema na prática. Por outro lado, sociologia do direito pode ajudar a responder questões comparativas da lei, tais como: Como os regulamentos em diferentes sistemas jurídicos realmente função nas respectivas sociedades? Certas regras legais comparáveis? Como é que as semelhanças e diferenças entre os sistemas jurídicos se explica?
Classificações dos sistemas jurídicos
1. Arminjon, Nolde, and Wolff - Acredita que, para efeitos de classificação dos (então) os sistemas jurídicos contemporâneos do mundo, foi necessário que esses sistemas, por si só se estudou, independentemente de fatores externos, como os geográficos. Eles propuseram a classificação do sistema legal em sete grupos, ou os chamados "famílias":
- Grupo francês, que também incluiu os países que codificaram sua legislação no século XIX ou na primeira metade do século XX, usando o código napoleônico civil dos anos 1804 como um modelo, o que inclui países e jurisdições, como Itália, Portugal, Espanha, Louisiana, estados da América do Sul (como o Brasil), Quebec, Santa Lúcia, na Roménia, as ilhas jônicas, Egito e Líbano;
- Grupo alemão;
- Grupo escandinavo (que inclui as leis da Dinamarca, Noruega, Suécia, Finlândia e Islândia);
- Grupo anglófono (incluindo Reino Unido, Estados Unidos, Canadá, Austrália e Nova Zelândia, entre outros);
- Grupo russo;
- Grupo islâmico (usado no mundo muçulmano);
- Grupo hindu.

2. David - Propôs a classificação dos sistemas jurídicos, de acordo com a ideologia diferente inspirando cada um, em cinco grupos ou famílias:
- Leis ocidentais, um grupo subdivide-se em:
  - Subgrupo Romano-Germânico (compreendendo os sistemas jurídicos em que a ciência jurídica foi formulada de acordo com o Direito Romano - ver também a lei Civil (sistema legal))
  - Subgrupo anglo-saxão.
- Lei soviética.
- Lei muçulmana.
- Lei hindu.
- Lei chinesa.

Especialmente no que diz respeito à agregação por David das Leis Romano-germânico e anglo-saxão em uma única família, David argumentou que a antítese entre as leis anglo-saxões e Direito Romano-Alemão, é de um técnico ao invés de natureza ideológica. De um tipo diferente é, por exemplo, a antítese entre (digamos) o italiano ea Lei americana, e de um tipo diferente, que entre a, muçulmano, hindu ou chinês Law Soviética. De acordo com David, os sistemas jurídicos romano-germânicos incluiu os países onde a ciência jurídica foi formulada de acordo com o Direito Romano, enquanto os países de common law são aqueles em que a lei foi criada a partir dos juízes. As características que ele acreditava diferenciar exclusivamente à família legal ocidental de os outros quatro são:
- Democracia liberal;
- Economia capitalista;
- Religião cristã.

 3. Zweigert e Kötz - Propõem uma metodologia diferente, multidimensional para a categorização de leis, ou seja, para encomendar as famílias de leis. Eles sustentam que, para determinar essas famílias, deve ser levado em conta cinco critérios, nomeadamente: o contexto histórico, o modo característico de pensamento, as diferentes instituições, as fontes reconhecidas de direito, e da ideologia dominante. Usando os critérios acima mencionados, eles classificam os sistemas jurídicos do mundo em seis famílias:
- Família romana;
- Família alemã;
- Família common law;
- Família nórdica;
- Família das leis do Extremo Oriente (China e Japão);
- Família religiosa (muçulmana e lei Hindu).

As associações profissionais
- Academia Internacional de Direito Comparado.
- Sociedade Americana de Direito Comparado.

Na Idade Média, comparava-se o direito romano e o direito canônico.
Contudo, apenas no século XX surgiu o estudo sistemático do direito comparado, como ciência.

## Famílias de direitos
Conforme a sua origem histórica e a sua operação interna, os diversos direitos nacionais modernos podem ser divididos em três grandes famílias ou sistemas:
- família romano-germânica;
- família do common law;
- família dos direitos socialistas (em declínio); e
- outras famílias.

## Família romano-germânica
É formada pelo conjunto dos direitos nacionais que sofrem forte influência do direito romano e do seu estudo através dos séculos. Em termos geográficos, pertencem a esta família os direitos de vários países europeus, de toda a América Latina, de grande parte da África, do Oriente Médio, do Japão e da Indonésia. São romano-germânicos os direitos nacionais do Brasil e de Portugal.
O período de formação histórica desta família começa no século XIII, com o renascimento do interesse pelo estudo do direito romano nas universidades europeias, a partir da redescoberta do Corpus Iuris Civilis. O seu desenvolvimento prossegue através da Idade Moderna até a chamada fase do direito legislativo, durante a qual surgem as noções de que o direito não é imutável, deve ser fruto da razão, e o resultado da aplicação da razão ao ordenamento jurídico pode e deve ser registrado por escrito. O encontro destas ideias com o nacionalismo romântico dos séculos XVIII e XIX permitiu o surgimento dos direitos nacionais, no âmbito da família romano-germânica. Já não eram mais exclusivamente direito romano, mas um conjunto de regras, conceitos e mentalidades jurídicos nele baseado, alterado, ampliado e adaptado pelos séculos de estudo do direito romano, agora posto por escrito, de maneira sistemática (à luz da Razão), em códigos (como o Código Napoleônico francês de 1804). O conceito de um único direito romano (adaptado pelos juristas medievais e modernos) válido para toda a Europa foi substituído pelo de direito nacional, adaptado às necessidades e circunstâncias locais, mas os países europeus continentais podiam traçar uma origem comum para os seus respectivos direitos nacionais - o estudo do direito romano -, o que os faz pertencer à família romano-germânica.
Na família romano-germânica, a regra de direito é genérica, a ser aplicada ao caso concreto pelos tribunais. Esta regra de direito genérica costuma ser criada por meio de lei escrita. A generalização permitiu o fenômeno da codificação do direito, pelo qual as regras genéricas são compiladas em códigos de leis e posteriormente aplicadas pelos juristas e tribunais.

## Família doCommon Law
Esta família é formada a partir do direito originado da Inglaterra, com as atividades dos tribunais reais de justiça, após a conquista normanda. Além do direito britânico, este sistema inclui todos os países de língua inglesa, inclusive os Estados Unidos (exceto pelo estado da Luisiana).
A conquista normanda permitiu a formação de um governo central forte na Inglaterra, cujos tribunais tinham jurisdição sobre todo país. As decisões daqueles tribunais foram, aos poucos, estabelecendo um direito comum - Common Law, em inglês - a todo o reino, que se sobrepôs aos costumes jurídicos locais, particulares a cada condado ou vilarejo, em vigor até então.
O direito inglês, Common Law, foi forjado, portanto, a partir de decisões judiciais. Um juiz, diante de um caso concreto, não buscava a regra geral contida numa lei escrita para solucioná-lo; antes, examinava as decisões judiciais anteriores à procura de casos semelhantes, cuja solução aplicava ao caso concreto. Esta é a grande diferença entre o sistema romano-germânico e o do Common Law: o primeiro funciona "de cima para baixo" (o legislador preceitua uma lei geral, cuja regra abstrata é aplicada pelo juiz a um caso concreto), enquanto que o segundo opera "de baixo para cima" (as decisões judiciais em casos concretos - jurisprudência - formam uma espécie de regra geral que é aplicável no futuro a outros casos concretos semelhantes).
A base lógica deste direito jurisprudencial (case law, em inglês) é a regra do stare decisis (ou regra do precedente), pela qual as decisões judiciais anteriores (os precedentes) devem ser respeitadas quando da apreciação de um caso concreto.
O papel desempenhado pela lei escrita no Common Law é menor do que na família romano-germânica. Em geral, a lei (statute, em inglês) só é acatada em juízo depois de examinada nos tribunais; a rigor, não é a lei que é aplicada pelo juiz, mas os precedentes gerados a partir do exame da lei nos tribunais.

## Família dos direitos socialistas
Antes fazia parte da Romano-Germânica, depois com a entrada de ideias marxistas se separa. Teve sua origem na Rússia em 1917, quando a Rússia assume o encargo da edificação de um novo tipo de sociedade, a sociedade comunista, colocada sob o signo da fraternidade. A Família dos direitos socialistas pretende criar a "sociedade comunista", onde não existirá Estado nem Direito, eles fogem da tradição Romano-germânica. Para o socialistas o direito é uma superestrutura, reflexo de uma estrutura econômica. Fazem parte da família aqueles países socialistas que pretendem atingir uma sociedade comunista como a União Soviética e os alguns países do continente Europeu.
A regra de conduta se baseia na doutrina marxista-leninista, onde não há diferenças no direito, pois tudo visa o " o bem coletivo ", prevalecendo as tendências comunistas. Onde a lei tem um papel fundamental para o Estado.
O direito dos países socialistas é fortemente influenciado pela noção de Estado socialista, o qual possui muito mais atribuições e poder de intervenção na sociedade, em comparação com os países capitalistas. Sua forma aparente, por outro lado, assemelha-se ao direito dos países da família romano-germânica.
Com a fragmentação da União Soviética e a queda da Cortina de Ferro no final do século XX, o âmbito geográfico desta família de direitos tornou-se bastante restrito, especialmente quando se exclui, como fazem alguns doutrinadores, o direito chinês da família socialista, devido a suas peculiaridades.

## Outras famílias
As famílias romano-germânica, dos jurídicos em vigor no mundo e incluem as maiores potências do planeta. Não obstante, fora da Europa e das Américas podem existir concepções diferentes do que seja direito, ou grupos de ordenamentos jurídicos estruturados de forma diferente das grandes famílias. Estes casos - geralmente na Ásia e na África - costumam ser reunidos num capítulo "outros" ou "outras famílias" pelos juristas.
Cabe ressaltar que, nestes casos, não é incomum conviverem o direito formal, "moderno", adotado de modelos europeus ou americanos, com regras e hábitos (e concepções do direito) locais.

### Direito muçulmano
O Direito Muçulmano é o direito da comunidade religiosa Islâmica, ou seja, é um direito que rege os adeptos onde quer que eles se encontrem. O Direito Muçulmano é o direito de um grupo religioso, e não de um povo ou de um país. Este grupo religioso conta com mais de 400 milhões de fiéis, repartidos por mais de 30 países. O direito muçulmano não é uma ciência autônoma, mas uma das faces da religião. Esta compreende a teologia (que fixa  os dogmas, aquilo em que o muçulmano deve acreditar) e a Char’ia, que prescreve aos crentes o que devem ou não fazer.
Então a châr’ia é a via a seguir, a lei revelada; compreende o que nos chamamos Direito, mas também o que o crente deve fazer em relação a Deus (oração, jejuns, etc.). A sanção é o estado do pecado; ela não é, portanto, aplicada senão aos crentes; o direito muçulmano é inaplicável aos infiéis.
O Fiqh é o conjunto de soluções preconizadas para obedecer a châr’ia; é a ciência dos direitos e deveres dos homens, nas recompensas das penas espirituais. Ciência das Normas que podem ser deduzidas por um processo lógico, das quatro fontes da châr’ia: O Alcorão, a tradição (Sunna), o acordo unânime da comunidade muçulmana (idjma) e a analogia ( qiyâs).
Os muçulmanos concebem a ciência do direito como uma arvore: as quatro fontes são as raízes, a lei revelada (châr’ia) é o tronco, os ramos constituem as soluções especiais deduzidas da lei revelada (fiqh).

### Direitos do Extremo Oriente
Nos Estados do Extremo Oriente, o direito é visto como exercendo uma função subsidiária na composição dos conflitos sociais; mais importantes para tal fim são a persuasão, a moderação e a conciliação.

## Direito Comparado no Brasil
O Direito Comparado no Brasil teve seu desenvolvimento no século XIX. Clóvis Beviláqua foi um dos grandes incentivadores de seu estudo no país, tendo sido catedrático de "Legislação Comparada" na Faculdade de Direito do Recife, além de haver escrito uma das primeiras obras sobre o tema, intitulada Resumo das licções de legislação comparada sobre o Direito Privado (2. ed., rev. e augm. Bahia: Magalhães, 1897). No século XX, destacam-se os nomes de Caio Mário da Silva Pereira, Haroldo Valladão, Arnoldo Wald, Clóvis Veríssimo do Couto e Silva, Sérgio José Porto, Ruy Barbosa Nogueira, Raul Machado Horta e José Afonso da Silva.Autores contemporâneos como Paulo de Borba Casella, Claudia Lima Marques, Otavio Luiz Rodrigues Junior, Véra Jacob de Fradera, Arnaldo Sampaio de Moraes Godoy e Heleno Taveira Torres têm-se destacado na divulgação do Direito Comparado em sua vinculação com o Direito Civil, o Direito do Consumidor, o Direito Tributário e Financeiro.